# Coronas-I
CORONAS-I (ou KORONAS-I, en russe : КОРОНАС-И, Комплексные ОРбитальные Околоземные Наблюдения Активности Солнца - ИЗМИРАН : Observations complexes de l'activité du Soleil en orbite autour de la Terre - IZMIRAN (en), ou encore Intercosmos 26) est un observatoire spatial solaire russo-ukrainien lancé le 2 mars 1994 à partir du cosmodrome de Plessetsk par une fusée Tsiklon-3.

## Historique
Les satellites CORONAS-I et CORONAS-F sont développés dans les années 1980 par l'Académie russe des sciences avec des participations de la Pologne, de la Tchécoslovaquie, de la République démocratique d'Allemagne, de la Bulgarie, de la France et des États-Unis. Les satellites sont construits par le Bureau d'études Ioujnoïe (plateforme) tandis que l'IZMIRAN est responsable de la charge utile. Le premier satellite, CORONAS-I, est lancé avec plusieurs années de retard le 2 mars 1994 depuis le cosmodrome de Plessetsk par une fusée Tsiklon-3 et est placé sur une orbite basse (487 x 528 km) avec une inclinaison orbitale de 82,5°. La durée de vie prévue est de 5 à 7 ans mais le satellite est victime d'une défaillance de son système de contrôle d'attitude au bout de quelques mois, le rendant dépendant de son système de propulsion à gaz froid. Le gaz utilisé par celui-ci est épuisé alors que le satellite est en orbite depuis 6 mois, mettant fin à la mission. Par ailleurs, à la suite d'une erreur dans la documentation, la température à bord du satellite était 10 à 20 degrés plus basse que prévu. Le satellite parvient à collecter des données scientifiques entre 12 mars et le 5 juillet 1994, donc uniquement durant le minimum du cycle solaire. Le satellite rentre dans l'atmosphère le 4 mars 2001.

## Objectifs
L'objectif principal de Coronas-I était d'améliorer les connaissances sur le processus de déclenchement des éruptions solaires, leur structure, leurs caractéristiques, leurs cycles et la nature du plasma émis. De manière plus générale, la mission devait étudier la structure interne du Soleil pour étudier son activité, prédire l'impact et l'heure d'arrivée au niveau de la Terre des perturbations solaires et découvrir les raisons des décharges et éruptions solaires.

## Caractéristiques techniques
Le satellite, qui utilise une plateforme AUOS-SM stabilisée 3 axes, a la forme d'un cylindre à facettes haut de 5 mètres pour un diamètre de 2,3 mètres. Quatre panneaux solaires ainsi que quatre antennes instrumentales portent son envergure à 12,8 mètres. Sa masse est de 2160 kilogrammes.

## Instruments
L'observatoire transporte 12 instruments scientifiques représentant une masse de 410 kilogrammes. Les principaux instruments sont le télescope/coronographe TEREK-C et le spectromètre solaire RES-X. La méthode utilisée par ces deux instruments pour obtenir des spectres du rayonnement X et ultraviolet a été utilisée pour étudier le plasma dans la couche de transition et la couronne solaire pour des températures comprises entre 100 000 et 10 millions degrés :
- Le télescope/coronographe TEREK-C (une copie du premier télescope spatial observant dans l'ultraviolet lointain ayant volé à bord de la mission martienne Phobos de 1988). L'instrument fournit des images du Soleil à haute résolution en noir et blanc.
- Le spectromètre solaire RES-X analysant le rayonnement X. La résolution de ce dernier est de 76 secondes d'arc et la couronne solaire est observée à une distance comprise entre 2,2 et 10 rayons solaires.

Les autres instruments sont :
- le spectromètre GELIKON analysant le rayonnement X et gamma émis par les éruptions solaires.
- Le photomètre/spectromètre DIOGENESS analysant le rayonnement X des éruptions solaires.
- Le spectromètre IRIS analysant le rayonnement X des éruptions solaires.
- Le spectromètre AVS.
- Le spectromètre ultraviolet VUSS.
- Le photomètre optique solaire DIFOS mesurant les variations de luminosité du Soleil.
- Le magnétomètre tri-axial IMAP.
- Le spectromètre SKL analysant les rayons cosmiques à l'aide de trois types de capteurs permettant de caractériser les rayons cosmiques proprement dit ainsi que les rayons gamma, les protons, les neutrons et les électrons.
- L'instrument SORS (SOlar Radio Spectrometer) étudie les émissions radio et les ondes du plasma dans l'ionosphère dans des longueurs d'onde comprises entre 100 kHz et 300 MHz.

## Résultats
Les résultats les plus intéressants ont été fournis par des données collectées le 14 avril 1994 lorsque les instruments ont enregistré une augmentation du flux de particules bien qu'aucune éruption solaire n'ait été détectée. Un orage magnétique aux caractéristiques inédites s'est déclenché trois jours plus tard à la suite de l'arrivée de plasma solaire à proximité du Soleil associé à un phénomène transitoire dans la couronne solaire. Cet événement fut également observé par les satellites IMP-8, Ulysses et SOHO. Au même moment, le spectromètre SKL détecta des noyaux atomiques d'oxygène dans les ceintures de radiation de la Terre qui furent interprétés comme des particules de rayons cosmiques piégées dans les ceintures de radiation. L'observatoire solaire a également mesuré le bruit radio dans les fréquences 0,1-15 MHz et détecté des émissions radio à haute fréquence émises dans l'ionosphère par l'établissement de Sura de Nijni-Novgorod. Les données collectées par le satellite ont également permis de cartographier les particules chargées situées sous les ceintures de radiation entre les latitudes 50° nord et 50° sud.